# Yarmouk (rivière)
Pour les articles homonymes, voir Yarmouk.
Ne pas confondre avec Yermak, nom d'un chef cosaque.
Le Yarmouk (arabe : نهر اليرموك, Nahr Al-Yarmouk, ou شريعة المناذرة, Shariat el Menadhirah; hébreu : נַחַל הַיַּרְמוּךְ, Nahar HaYarmukh; latin : Hieromices) est le principal affluent du Jourdain. Le cours de cette rivière traverse une partie de la Syrie, de la Jordanie et d'Israël et draine une grande partie du plateau du Hauran. Le confluent avec le Jourdain se situe à environ 7 km au sud de l'exutoire du lac de Tibériade. La rivière qui forme la limite sud du plateau du Golan, sépare Israël et la Jordanie dans sa partie la plus basse, et la Syrie de la Jordanie dans sa partie haute.
Le Yarmouk possède pour affluents principaux, les ʾawdiya 'Allan et Ruqqad au nord, et ceux de Ehreir et Zeizun à l'est. Bien que son cours soit dans l'ensemble étroit, cette rivière est presque aussi large que le Jourdain à leur confluence.

## Histoire
Dans la Décapole, la rivière se nommait Hiéromax et passait au sein de la demi-tribu orientale de Manassé avant de se jeter dans le Jourdain au sud de Génésareth.